# Serie A1 i volleyboll 2014–2015 (damer)
Serie A1 2014-15 var den 70:e upplagan av Serie A1 i volleyboll och utspelade sig mellan 1 november 2014 och 16 maj 2015. I turneringen deltog 12 lag från Italien. Volleyball Casalmaggiore vann tävlingen för första gången genom att slå AGIL Volley i finalen.. Volley 2002 Forlì och Robur Tiboni Volley Urbino åkte ur serien. Valentina Tirozzi utsågs till bästa spelare, medan Samanta Fabris var främsta poängvinnare (429 poäng under 'regular season')

## Regelverk

### Format
Lagen spelade seriespel där alla möte alla, både hemma och borta, denna del kallades regular season:
- De åtta första lagen i serien genomförde sedan en slutspelscup. Kvartsfinalerna spelades i bäst av tre matcher, medan semifinalerna och finalen spelades i bäst av fem matcher.
- Om skillnaden mellan lag 10 och 11 är fyra poäng eller mindre spelar spelar de kval i bäst av tre matcher mellan varandra om vilket lag som åker ner till serie A2. Om skillnaden är större åker lag 11 ner.
- Det sista laget i serien flyttades ner till Serie A2[3].

### Rankningskriterier
Om slutresultatet blev 3-0 eller 3-1 tilldelades 3 poäng till det vinnande laget och 0 till det förlorande laget, om slutresultatet blev 3-2 tilldelades 2 poäng till det vinnande laget och 1 till det förlorande laget. Rankningsordningen i serien definierades utifrån:
- Poäng
- Antal vunna matcher
- Kvot vunna / förlorade set
- Kvot vunna / förlorade poäng.

## Deltagande lag
Tolv lag deltog i serien. Uppflyttade från  serie A2 var Promoball Volleyball Flero som vann grundserien och  Azzurra Volley San Casciano som vann uppflyttningsslutspelet. Två lag från föregående säsong deltog inte av andra skäl än sportsliga, nämligen IHF Volley som sålde sin spellicens till Pallavolo Scandicci samt Pallavolo Ornavasso som uteslöts av ekonomiska skäl och vars plats togs av Volley 2002 Forlì som därigenom kunde stanna kvar i serie A1.
| Klubb                               | Stad                        | Hemmaplan              | Föregående säsong                           |
| ----------------------------------- | --------------------------- | ---------------------- | ------------------------------------------- |
| AGIL Volley                         | Novara                      | PalaTerdoppio          | 4:a i Serie A1; semifinal i slutspelet      |
| Volley Bergamo                      | Bergamo                     | Palazzetto dello sport | 3:a i Serie A1; kvartsfinal i slutspelet    |
| Futura Volley Busto Arsizio         | Busto Arsizio               | PalaPiantanida         | 6:a i Serie A1; final i slutspelet          |
| Volleyball Casalmaggiore            | Casalmaggiore               | PalaFarina             | 7:a i Serie A1; kvartsfinal i slutspelet    |
| Promoball Volleyball Flero          | Flero                       | PalaGeorge             | 1:a i Serie A2                              |
| Volley 2002 Forlì                   | Forlì                       | PalaRomiti             | 11:a i Serie A1                             |
| Imoco Volley                        | Conegliano                  | PalaVerde              | 2:a i Serie A1; semifinal i slutspelet      |
| LJ Volley                           | Modena                      | PalaPanini             | 5:a i Serie A1; kvartsfinal i slutspelet    |
| River Volley                        | Piacenza                    | PalaBanca              | 1:a i Serie A1; italiensk mästare           |
| Robur Tiboni Volley Urbino          | Urbino                      | PalaMondolce           | 8:a i Serie A1; kvartsfinal i slutspelet    |
| Azzurra Volley San Casciano         | San Casciano in Val di Pesa | Nelson Mandela Forum   | 2:a i Serie A2; vinnare uppflyttningskval   |
| Pallavolo Scandicci Savino Del Bene | Scandicci                   | Palazzetto dello Sport | 5:a i Serie A2; semifinal uppflyttningskval |

## Turneringen

### Regular season

#### Resultat
| Första omgången |                                 |     |                                   |
|                 |                                 |     |                                   |
| 01-11           | River - Flero                   | 3-0 | 25-13, 25-17, 25-14               |
| 02-11           | San Casciano - Imoco            | 1-3 | 23-25, 25-20, 21-25, 23-25        |
| 02-11           | Robur Tiboni Urbino - Bergamo   | 0-3 | 11-25, 25-27, 12-25               |
| 02-11           | Casalmaggiore - AGIL            | 1-3 | 25-19, 21-25, 25-27, 23-25        |
| 02-11           | LJ - Forlì                      | 3-0 | 25-19, 25-19, 25-16               |
| 02-11           | Busto Arsizio - Savino Del Bene | 3-2 | 25-19, 25-20, 19-25, 24-26, 15-12 |

| Andra omgången |                             |     |                                   |
|                |                             |     |                                   |
| 09-11          | Savino Del Bene - River     | 0-3 | 21-25, 27-29, 22-25               |
| 09-11          | Imoco - Busto Arsizio       | 2-3 | 25-16, 12-25, 25-23, 23-25, 8-15  |
| 09-11          | Bergamo - Casalmaggiore     | 2-3 | 25-27, 25-19, 25-19, 14-25, 10-15 |
| 08-11          | AGIL - San Casciano         | 3-2 | 25-27, 25-11, 25-18, 21-25, 15-5  |
| 09-11          | Flero - LJ                  | 3-0 | 25-20, 25-23, 25-23               |
| 09-11          | Forlì - Robur Tiboni Urbino | 3-0 | 25-22, 25-17, 25-21               |

| Tredje omgången |                             |     |                            |
|                 |                             |     |                            |
| 16-11           | River - Forlì               | 3-1 | 25-21, 20-25, 25-13, 25-18 |
| 16-11           | Robur Tiboni Urbino - Imoco | 1-3 | 24-26, 20-25, 25-20, 24-26 |
| 16-11           | San Casciano - Bergamo      | 1-3 | 23-25, 25-23, 18-25, 16-25 |
| 15-11           | Busto Arsizio - AGIL        | 0-3 | 12-25, 15-25, 24-26        |
| 16-11           | LJ - Savino Del Bene        | 3-1 | 20-25, 25-15, 25-18, 25-22 |
| 16-11           | Casalmaggiore - Flero       | 3-0 | 25-21, 25-17, 25-17        |

| Fjärde omgången |                              |     |                                   |
|                 |                              |     |                                   |
| 19-11           | LJ - River                   | 3-1 | 25-14, 23-25, 25-19, 25-17        |
| 19-11           | Imoco - Bergamo              | 0-3 | 23-25, 21-25, 22-25               |
| 19-11           | AGIL - Robur Tiboni Urbino   | 3-0 | 25-14, 25-18, 25-16               |
| 19-11           | Flero - Busto Arsizio        | 3-2 | 25-10, 18-25, 22-25, 25-22, 18-16 |
| 19-11           | Casalmaggiore - San Casciano | 3-0 | 25-16, 25-23, 25-18               |
| 19-11           | Savino Del Bene - Forlì      | 3-0 | 25-15, 25-20, 25-14               |

| Femte omgången |                                     |     |                            |
|                |                                     |     |                            |
| 22-11          | River - AGIL                        | 1-3 | 20-25, 17-25, 25-19, 20-25 |
| 23-11          | Imoco - Flero                       | 3-1 | 20-25, 25-13, 25-22, 25-21 |
| 23-11          | Bergamo - Savino Del Bene           | 3-1 | 23-25, 25-20, 30-28, 25-21 |
| 23-11          | San Casciano - LJ                   | 0-3 | 21-25, 21-25, 17-25        |
| 23-11          | Busto Arsizio - Robur Tiboni Urbino | 3-0 | 25-19, 25-20, 25-14        |
| 22-11          | Forlì - Casalmaggiore               | 0-3 | 24-26, 14-25, 22-25        |

| Sjätte omgången |                               |     |                                  |
|                 |                               |     |                                  |
| 30-11           | Bergamo - River               | 0-3 | 15-25, 20-25, 14-25              |
| 30-11           | Savino Del Bene - Imoco       | 3-2 | 25-20, 23-25, 25-22, 17-25, 15-9 |
| 30-11           | Flero - AGIL                  | 1-3 | 16-25, 15-25, 25-19, 15-25       |
| 29-11           | Robur Tiboni Urbino - LJ      | 0-3 | 22-25, 20-25, 20-25              |
| 30-11           | Casalmaggiore - Busto Arsizio | 3-1 | 22-25, 25-22, 25-22, 25-20       |
| 29-11           | Forlì - San Casciano          | 0-3 | 23-25, 18-25, 14-25              |

| Sjunde omgången |                             |     |                            |
|                 |                             |     |                            |
| 03-12           | River - Robur Tiboni Urbino | 3-1 | 25-15, 25-16, 21-25, 25-20 |
| 03-12           | Imoco - Casalmaggiore       | 3-0 | 25-17, 25-23, 31-29        |
| 03-12           | LJ - Bergamo                | 3-0 | 25-18, 29-27, 25-16        |
| 03-12           | AGIL - Savino Del Bene      | 3-0 | 25-15, 25-18, 25-18        |
| 03-12           | Busto Arsizio - Forlì       | 3-1 | 25-19, 16-25, 25-17, 25-14 |
| 03-12           | San Casciano - Flero        | 1-3 | 13-25, 25-18, 15-25, 25-27 |

| Åttonde omgången |                                     |     |                                   |
|                  |                                     |     |                                   |
| 06-12            | River - San Casciano                | 1-3 | 21-25, 25-23, 28-30, 19-25        |
| 07-12            | Forlì - Imoco                       | 2-3 | 15-25, 25-23, 16-25, 26-24, 12-15 |
| 06-12            | Bergamo - Busto Arsizio             | 2-3 | 25-22, 18-25, 21-25, 25-21, 13-15 |
| 07-12            | LJ - AGIL                           | 3-1 | 25-23, 25-20, 16-25, 25-20        |
| 07-12            | Robur Tiboni Urbino - Casalmaggiore | 0-3 | 9-25, 22-25, 17-25                |
| 07-12            | Savino Del Bene - Flero             | 0-3 | 23-25, 15-25, 17-25               |

| Nionde omgången |                                    |     |                                   |
|                 |                                    |     |                                   |
| 14-12           | Busto Arsizio - River              | 3-1 | 20-25, 25-20, 25-20, 25-22        |
| 14-12           | Imoco - LJ                         | 3-2 | 27-25, 22-25, 25-18, 27-29, 15-11 |
| 14-12           | AGIL - Bergamo                     | 3-0 | 25-13, 25-19, 25-19               |
| 13-12           | Casalmaggiore - Savino Del Bene    | 3-1 | 25-22, 25-18, 25-27, 25-18        |
| 15-12           | San Casciano - Robur Tiboni Urbino | 3-0 | 25-20, 25-21, 25-21               |
| 14-12           | Flero - Forlì                      | 3-0 | 25-17, 25-18, 25-21               |

| Tionde omgången |                                |     |                            |
|                 |                                |     |                            |
| 21-12           | River - Casalmaggiore          | 3-1 | 27-25, 25-16, 13-25, 25-23 |
| 20-12           | AGIL - Imoco                   | 3-0 | 25-23, 25-18, 25-21        |
| 21-12           | Bergamo - Forlì                | 3-0 | 25-16, 27-25, 25-9         |
| 21-12           | LJ - Busto Arsizio             | 3-0 | 25-22, 25-15, 25-18        |
| 21-12           | Robur Tiboni Urbino - Flero    | 1-3 | 18-25, 16-25, 25-23, 22-25 |
| 21-12           | San Casciano - Savino Del Bene | 0-3 | 19-25, 22-25, 22-25        |

| Elfte omgången |                                       |     |                                   |
|                |                                       |     |                                   |
| 26-12          | Imoco - River                         | 3-0 | 25-23, 25-21, 25-21               |
| 26-12          | Flero - Bergamo                       | 1-3 | 25-19, 15-25, 13-25, 23-25        |
| 26-12          | Forlì - AGIL                          | 1-3 | 10-25, 25-21, 22-25, 18-25        |
| 26-12          | Casalmaggiore - LJ                    | 3-1 | 20-25, 25-21, 25-22, 25-22        |
| 26-12          | Busto Arsizio - San Casciano          | 3-2 | 24-26, 25-16, 25-18, 23-25, 15-11 |
| 26-12          | Savino Del Bene - Robur Tiboni Urbino | 3-0 | 25-16, 25-21, 25-11               |

| Tolfte omgången |                                 |     |                                   |
|                 |                                 |     |                                   |
| 03-01           | Flero - River                   | 2-3 | 26-24, 26-28, 20-25, 25-12, 10-15 |
| 03-01           | Imoco - San Casciano            | 3-1 | 19-25, 25-17, 27-25, 25-23        |
| 04-01           | Bergamo - Robur Tiboni Urbino   | 3-0 | 25-18, 25-15, 25-21               |
| 04-01           | AGIL - Casalmaggiore            | 3-0 | 25-14, 27-25, 25-9                |
| 04-01           | Forlì - LJ                      | 0-3 | 0-25, 0-25, 0-25                  |
| 04-01           | Savino Del Bene - Busto Arsizio | 3-0 | 25-22, 25-23, 26-24               |

| Trettonde omgången |                             |     |                                   |
|                    |                             |     |                                   |
| 11-01              | River - Savino Del Bene     | 3-0 | 25-18, 25-21, 25-16               |
| 10-01              | Busto Arsizio - Imoco       | 3-1 | 21-25, 25-19, 25-19, 25-21        |
| 11-01              | Casalmaggiore - Bergamo     | 3-1 | 25-21, 20-25, 25-18, 25-23        |
| 11-01              | San Casciano - AGIL         | 0-3 | 17-25, 21-25, 14-25               |
| 11-01              | LJ - Flero                  | 3-2 | 25-14, 25-23, 26-28, 24-26, 18-16 |
| 11-01              | Robur Tiboni Urbino - Forlì | 3-1 | 25-20, 19-25, 25-23, 25-22        |

| Fjortonde omgången |                             |     |                                   |
|                    |                             |     |                                   |
| 18-01              | Forlì - River               | 0-3 | 11-25, 13-25, 17-25               |
| 18-01              | Imoco - Robur Tiboni Urbino | 3-2 | 25-18, 19-25, 22-25, 25-22, 15-10 |
| 18-01              | Bergamo - San Casciano      | 1-3 | 25-27, 22-25, 25-20, 18-25        |
| 18-01              | AGIL - Busto Arsizio        | 2-3 | 25-22, 19-25, 25-22, 16-25, 9-15  |
| 17-01              | Savino Del Bene - LJ        | 3-2 | 22-25, 20-25, 25-23, 27-25, 15-11 |
| 18-01              | Flero - Casalmaggiore       | 0-3 | 20-25, 23-25, 16-25               |

| Femtonde omgången |                              |     |                                  |
|                   |                              |     |                                  |
| 25-01             | River - LJ                   | 0-3 | 23-25, 18-25, 19-25              |
| 25-01             | Bergamo - Imoco              | 1-3 | 18-25, 25-20, 21-25, 17-25       |
| 24-01             | Robur Tiboni Urbino - AGIL   | 0-3 | 20-25, 17-25, 20-25              |
| 25-01             | Busto Arsizio - Flero        | 3-0 | 25-17, 25-21, 25-15              |
| 26-01             | San Casciano - Casalmaggiore | 2-3 | 25-19, 25-13, 23-25, 20-25, 5-15 |
| 25-01             | Forlì - Savino Del Bene      | 1-3 | 25-27, 26-24, 11-25, 22-25       |

| Sextonde omgången |                                     |     |                            |
|                   |                                     |     |                            |
| 07-02             | AGIL - River                        | 3-1 | 25-23, 18-25, 25-12, 25-18 |
| 08-02             | Flero - Imoco                       | 3-1 | 20-25, 25-21, 25-20, 25-23 |
| 08-02             | Savino Del Bene - Bergamo           | 0-3 | 22-25, 16-25, 27-29        |
| 08-02             | LJ - San Casciano                   | 3-0 | 25-19, 25-22, 25-14        |
| 25-02             | Robur Tiboni Urbino - Busto Arsizio | 0-3 | 13-25, 18-25, 16-25        |
| 08-02             | Casalmaggiore - Forlì               | 3-1 | 16-25, 25-22, 25-13, 25-16 |

| Sjuttonde omgången |                               |     |                                   |
|                    |                               |     |                                   |
| 15-02              | River - Bergamo               | 3-0 | 25-19, 25-23, 25-15               |
| 15-02              | Imoco - Savino Del Bene       | 3-0 | 25-21, 25-21, 25-17               |
| 15-02              | AGIL - Flero                  | 3-0 | 25-19, 25-19, 25-22               |
| 14-02              | LJ - Robur Tiboni Urbino      | 3-0 | 25-20, 25-15, 25-18               |
| 14-02              | Busto Arsizio - Casalmaggiore | 3-2 | 25-19, 20-25, 26-24, 22-25, 15-13 |
| 15-02              | San Casciano - Forlì          | 3-2 | 25-19, 15-25, 25-15, 22-25, 15-13 |

| Artonde omgången |                             |     |                                   |
|                  |                             |     |                                   |
| 22-02            | Robur Tiboni Urbino - River | 0-3 | 24-26, 20-25, 16-25               |
| 22-02            | Casalmaggiore - Imoco       | 3-1 | 25-18, 25-22, 23-25, 25-23        |
| 21-02            | Bergamo - LJ                | 3-2 | 28-26, 22-25, 22-25, 25-16, 15-13 |
| 22-02            | Savino Del Bene - AGIL      | 2-3 | 24-26, 25-21, 31-29, 14-25, 12-15 |
| 22-02            | Forlì - Busto Arsizio       | 1-3 | 23-25, 25-23, 20-25, 23-25        |
| 22-02            | Flero - San Casciano        | 3-1 | 25-21, 25-18, 24-26, 25-23        |

| Nittonde omgången |                                     |     |                                   |
|                   |                                     |     |                                   |
| 08-03             | San Casciano - River                | 3-0 | 25-18, 25-23, 29-27               |
| 08-03             | Imoco - Forlì                       | 3-1 | 16-25, 25-18, 25-19, 25-15        |
| 08-03             | Busto Arsizio - Bergamo             | 0-3 | 25-27, 23-25, 22-25               |
| 08-03             | AGIL - LJ                           | 3-2 | 25-23, 25-11, 19-25, 19-25, 15-13 |
| 08-03             | Casalmaggiore - Robur Tiboni Urbino | 3-0 | 25-17, 25-8, 25-16                |
| 07-03             | Flero - Savino Del Bene             | 3-1 | 21-25, 25-17, 25-19, 25-17        |

| Tjugonde omgången |                                    |     |                            |
|                   |                                    |     |                            |
| 15-03             | River - Busto Arsizio              | 3-0 | 25-19, 25-22, 25-16        |
| 15-03             | LJ - Imoco                         | 3-0 | 27-25, 25-17, 25-20        |
| 14-03             | Bergamo - AGIL                     | 1-3 | 22-25, 25-20, 28-30, 22-25 |
| 15-03             | Savino Del Bene - Casalmaggiore    | 1-3 | 14-25, 27-25, 18-25, 22-25 |
| 15-03             | Robur Tiboni Urbino - San Casciano | 1-3 | 16-25, 22-25, 25-23, 26-28 |
| 15-03             | Forlì- Flero                       | 0-3 | 19-25, 18-25, 18-25        |

| Tjugoförsta omgången |                                |     |                                   |
|                      |                                |     |                                   |
| 21-03                | Casalmaggiore - River          | 1-3 | 21-25, 25-23, 15-25, 19-25        |
| 22-03                | Imoco - AGIL                   | 3-2 | 21-25, 27-25, 25-23, 21-25, 20-18 |
| 22-03                | Forlì - Bergamo                | 0-3 | 17-25, 21-25, 20-25               |
| 22-03                | Busto Arsizio - LJ             | 3-1 | 20-25, 25-13, 26-24, 31-29        |
| 22-03                | Flero - Robur Tiboni Urbino    | 3-0 | 25-15, 25-15, 25-22               |
| 22-03                | Savino Del Bene - San Casciano | 3-1 | 17-25, 29-27, 25-21, 25-23        |

| Tjugoandra omgången |                                       |     |                                   |
|                     |                                       |     |                                   |
| 29-03               | River - Imoco                         | 3-0 | 25-22, 26-24, 25-20               |
| 29-03               | Bergamo - Flero                       | 1-3 | 25-18, 23-25, 17-25, 18-25        |
| 29-03               | AGIL - Forlì                          | 3-0 | 25-16, 25-14, 25-16               |
| 29-03               | LJ - Casalmaggiore                    | 2-3 | 25-27, 20-25, 25-13, 25-20, 8-15  |
| 29-03               | San Casciano - Busto Arsizio          | 1-3 | 18-25, 25-17, 16-25, 15-25        |
| 29-03               | Robur Tiboni Urbino - Savino Del Bene | 2-3 | 25-16, 15-25, 19-25, 28-26, 10-15 |

#### Sluttabell
| Pos. | Lag                                 | Pt | G  | V  | P  | VS | FS | Kvot  | VP    | FP    | Kvot  |
| ---- | ----------------------------------- | -- | -- | -- | -- | -- | -- | ----- | ----- | ----- | ----- |
| 1.   | AGIL Volley                         | 56 | 22 | 19 | 3  | 62 | 21 | 2,952 | 1 954 | 1 626 | 1,201 |
| 2.   | Volleyball Casalmaggiore            | 46 | 22 | 16 | 6  | 53 | 31 | 1,709 | 1 915 | 1 766 | 1,084 |
| 3.   | LJ Volley                           | 46 | 22 | 14 | 8  | 54 | 29 | 1,862 | 1 927 | 1 683 | 1,144 |
| 4.   | River Volley                        | 41 | 22 | 14 | 8  | 47 | 30 | 1,566 | 1 772 | 1 640 | 1,080 |
| 5.   | Futura Volley Busto Arsizio         | 40 | 22 | 15 | 7  | 48 | 39 | 1,230 | 1 937 | 1 832 | 1,057 |
| 6.   | Imoco Volley                        | 37 | 22 | 13 | 9  | 46 | 41 | 1,121 | 1 959 | 1 926 | 1,017 |
| 7.   | Promoball Volleyball Flero          | 37 | 22 | 12 | 10 | 43 | 38 | 1,131 | 1 772 | 1 759 | 1,007 |
| 8.   | Volley Bergamo                      | 34 | 22 | 11 | 11 | 42 | 38 | 1,105 | 1 799 | 1 765 | 1,019 |
| 9.   | Pallavolo Scandicci Savino Del Bene | 26 | 22 | 9  | 13 | 36 | 47 | 0,765 | 1 800 | 1 892 | 0,951 |
| 10.  | Azzurra Volley San Casciano         | 23 | 22 | 7  | 15 | 34 | 50 | 0,680 | 1 798 | 1 920 | 0,936 |
| 11.  | Volley 2002 Forlì                   | 5  | 22 | 1  | 21 | 15 | 63 | 0,238 | 1 435 | 1 859 | 0,771 |
| 12.  | Robur Tiboni Volley Urbino          | 5  | 22 | 1  | 21 | 11 | 64 | 0,171 | 1 423 | 1 823 | 0,780 |

      Kvalificerade för slutspel.
      Nerflyttade till Serie A2.

### Slutspel

#### Spelschema
|  | Kvartsfinaler | Kvartsfinaler               | Kvartsfinaler | Kvartsfinaler            | Kvartsfinaler |   |                          | Semifinaler | Semifinaler | Semifinaler | Semifinaler | Semifinaler | Semifinaler | Semifinaler |  |  | Final | Final | Final | Final | Final | Final | Final |  |
|  |               |                             |               |                          |               |   |                          |             |             |             |             |             |             |             |  |  |       |       |       |       |       |       |       |  |
|  | 1             | AGIL Volley                 | 3             | 3                        |               |   |                          |             |             |             |             |             |             |             |  |  |       |       |       |       |       |       |       |  |
|  | 1             | AGIL Volley                 | 3             | 3                        |               |   |                          |             |             |             |             |             |             |             |  |  |       |       |       |       |       |       |       |  |
|  | 8             | Volley Bergamo              | 1             | 1                        |               |   |                          |             |             |             |             |             |             |             |  |  |       |       |       |       |       |       |       |  |
|  | 8             | Volley Bergamo              | 1             | 1                        |               | 1 | AGIL Volley              | 3           | 3           | 3           |             |             |             |             |  |  |       |       |       |       |       |       |       |  |
|  |               |                             |               |                          |               | 1 | AGIL Volley              | 3           | 3           | 3           |             |             |             |             |  |  |       |       |       |       |       |       |       |  |
|  |               |                             | 4             | River Volley             | 0             | 1 | 0                        |             |             |             |             |             |             |             |  |  |       |       |       |       |       |       |       |  |
|  | 4             | River Volley                | 4             | River Volley             | 0             | 1 | 0                        | 0           | 3           | 3           |             |             |             |             |  |  |       |       |       |       |       |       |       |  |
|  | 4             | River Volley                |               |                          |               |   |                          |             |             |             |             |             |             |             |  |  |       |       |       |       |       |       |       |  |
|  | 5             | Futura Volley Busto Arsizio | 3             | 1                        | 1             |   |                          |             |             |             |             |             |             |             |  |  |       |       |       |       |       |       |       |  |
|  | 5             | Futura Volley Busto Arsizio | 3             | 1                        | 1             |   | 1                        | AGIL Volley | 3           | 1           | 3           | 2           | 1           |             |  |  |       |       |       |       |       |       |       |  |
|  |               |                             |               |                          |               |   |                          |             |             |             |             |             |             |             |  |  |       |       |       |       |       |       |       |  |
|  |               |                             | 2             | Volleyball Casalmaggiore | 2             | 3 | 1                        | 3           | 3           |             |             |             |             |             |  |  |       |       |       |       |       |       |       |  |
|  | 2             | Volleyball Casalmaggiore    | 2             | Volleyball Casalmaggiore | 2             | 3 | 1                        | 3           | 3           | 3           | 3           |             |             |             |  |  |       |       |       |       |       |       |       |  |
|  | 2             | Volleyball Casalmaggiore    |               |                          |               |   |                          |             |             |             |             |             |             |             |  |  |       |       |       |       |       |       |       |  |
|  | 7             | Promoball Volleyball Flero  | 0             | 2                        |               |   |                          |             |             |             |             |             |             |             |  |  |       |       |       |       |       |       |       |  |
|  | 7             | Promoball Volleyball Flero  | 0             | 2                        |               | 2 | Volleyball Casalmaggiore | 2           | 0           | 3           | 3           | 3           |             |             |  |  |       |       |       |       |       |       |       |  |
|  |               |                             |               |                          |               | 2 | Volleyball Casalmaggiore | 2           | 0           | 3           | 3           | 3           |             |             |  |  |       |       |       |       |       |       |       |  |
|  |               |                             | 6             | Imoco Volley             | 3             | 3 | 0                        | 0           | 2           |             |             |             |             |             |  |  |       |       |       |       |       |       |       |  |
|  | 3             | LJ Volley                   | 6             | Imoco Volley             | 3             | 3 | 0                        | 0           | 2           | 3           | 2           | 2           |             |             |  |  |       |       |       |       |       |       |       |  |
|  | 3             | LJ Volley                   |               |                          |               |   |                          |             |             |             |             | 2           |             |             |  |  |       |       |       |       |       |       |       |  |
|  | 6             | Imoco Volley                | 1             | 3                        | 3             |   |                          |             |             |             |             |             |             |             |  |  |       |       |       |       |       |       |       |  |

#### Resultat

##### Kvartsfinaler
| Match 1 |                       |     |                            |
|         |                       |     |                            |
| 04-04   | AGIL - Bergamo        | 3-1 | 18-25, 25-21, 25-15, 25-21 |
| 09-04   | River - Busto Arsizio | 0-3 | 16-25, 19-25, 28-30        |
| 06-04   | Casalmaggiore - Flero | 3-0 | 25-21, 25-23, 25-19        |
| 06-04   | LJ - Imoco            | 3-1 | 25-19, 25-20, 20-25, 25-21 |

| Match 2 |                       |     |                                   |
|         |                       |     |                                   |
| 12-04   | Bergamo - AGIL        | 1-3 | 26-28, 25-23, 22-25, 19-25        |
| 12-04   | Busto Arsizio - River | 1-3 | 25-22, 18-25, 21-25, 16-25        |
| 11-04   | Flero - Casalmaggiore | 2-3 | 25-23, 27-25, 18-25, 16-25, 9-15  |
| 11-04   | Imoco - LJ            | 3-2 | 21-25, 25-21, 25-19, 25-27, 15-11 |

| Match 3 |                       |     |                                   |
|         |                       |     |                                   |
| 15-04   | River - Busto Arsizio | 3-1 | 28-26, 25-19, 15-25, 25-18        |
| 14-04   | LJ - Imoco            | 2-3 | 25-21, 23-25, 18-25, 25-23, 13-15 |

##### Semifinaler
| Match 1 |                       |     |                                   |
|         |                       |     |                                   |
| 18-04   | AGIL - River          | 3-0 | 25-18, 25-15, 26-24               |
| 17-04   | Casalmaggiore - Imoco | 2-3 | 27-29, 25-23, 25-18, 17-25, 13-15 |

| Match 2 |                       |     |                            |
|         |                       |     |                            |
| 21-04   | River - AGIL          | 1-3 | 21-25, 25-23, 20-25, 24-26 |
| 20-04   | Imoco - Casalmaggiore | 3-0 | 25-22, 25-21, 25-18        |

| Match 3 |                       |     |                     |
|         |                       |     |                     |
| 25-04   | AGIL - River          | 3-0 | 25-19, 25-16, 25-14 |
| 24-04   | Casalmaggiore - Imoco | 3-0 | 25-20, 25-15, 25-23 |

| Match 4 |                       |     |                     |
|         |                       |     |                     |
| 26-04   | Imoco - Casalmaggiore | 0-3 | 20-25, 20-25, 17-25 |

| Match 5 |                       |     |                                   |
|         |                       |     |                                   |
| 29-04   | Casalmaggiore - Imoco | 3-2 | 28-26, 19-25, 18-25, 25-23, 15-10 |

##### Final
| Match 1 |                      |     |                                   |
|         |                      |     |                                   |
| 02-05   | AGIL - Casalmaggiore | 3-2 | 23-25, 25-20, 23-25, 25-20, 15-13 |

| Match 2 |                      |     |                            |
|         |                      |     |                            |
| 05-05   | Casalmaggiore - AGIL | 3-1 | 20-25, 31-29, 25-21, 25-18 |

| Match 3 |                      |     |                            |
|         |                      |     |                            |
| 09-05   | AGIL - Casalmaggiore | 3-1 | 25-19, 23-25, 25-19, 25-17 |

| Match 4 |                      |     |                                   |
|         |                      |     |                                   |
| 12-05   | Casalmaggiore - AGIL | 3-2 | 25-19, 22-25, 25-21, 20-25, 16-14 |

| Match 5 |                      |     |                            |
|         |                      |     |                            |
| 16-05   | AGIL - Casalmaggiore | 1-3 | 23-25, 25-22, 23-25, 20-25 |

## Resultat för deltagande i andra turneringar
| Lag                         | Turnering                    |
| --------------------------- | ---------------------------- |
| AGIL Volley                 | CEV Champions League 2015-16 |
| Volleyball Casalmaggiore    | CEV Champions League 2015–16 |
| LJ Volley                   | CEV Cup 2015–16              |
| River Volley                | CEV Cup 2015–16              |
| Futura Volley Busto Arsizio | CEV Challenge Cup 2015–16    |
| Volley 2002 Forlì           | Serie A2 2015–16             |
| Robur Tiboni Volley Urbino  | Serie A2 2015–16             |

## Statistik
| Vunna poäng | Vunna poäng       | Vunna poäng | Vunna poäng                 |
| Pos.        | Namn              | Poäng       | Lag                         |
| ----------- | ----------------- | ----------- | --------------------------- |
| 1           | Samanta Fabris    | 429         | LJ Volley                   |
| 2           | Neriman Özsoy     | 396         | Imoco Volley                |
| 3           | Katarina Barun    | 375         | AGIL Volley                 |
| 4           | Emilija Nikolova  | 365         | Imoco Volley                |
| 5           | Berenika Tomsia   | 359         | Promoball Volleyball Flero  |
| 6           | Valentina Diouf   | 344         | Futura Volley Busto Arsizio |
| 7           | Celeste Plak      | 330         | Volley Bergamo              |
| 8           | Valentina Tirozzi | 328         | Volleyball Casalmaggiore    |
| 9           | Carmen Țurlea     | 319         | Azzurra Volley San Casciano |
| 10          | Lise van Hecke    | 302         | River Volley                |

| Vunna attacker | Vunna attacker    | Vunna attacker | Vunna attacker              |
| Pos.           | Namn              | Poäng          | Lag                         |
| -------------- | ----------------- | -------------- | --------------------------- |
| 1              | Samanta Fabris    | 370            | LJ Volley                   |
| 2              | Neriman Özsoy     | 364            | Imoco Volley                |
| 3              | Emilija Nikolova  | 334            | Imoco Volley                |
| 4              | Katarina Barun    | 322            | AGIL Volley                 |
| 5              | Berenika Tomsia   | 316            | Promoball Volleyball Flero  |
| 6              | Valentina Diouf   | 299            | Futura Volley Busto Arsizio |
| 7              | Carmen Țurlea     | 298            | Azzurra Volley San Casciano |
| 8              | Celeste Plak      | 292            | Volley Bergamo              |
| 9              | Valentina Tirozzi | 272            | Volleyball Casalmaggiore    |
| 10             | Lise van Hecke    | 253            | River Volley                |

| Vunna block | Vunna block          | Vunna block | Vunna block                 |
| Pos.        | Namn                 | Poäng       | Lag                         |
| ----------- | -------------------- | ----------- | --------------------------- |
| 1           | Raffaella Calloni    | 72          | Azzurra Volley San Casciano |
| 1           | Jovana Stevanović    | 72          | Volleyball Casalmaggiore    |
| 3           | Martina Guiggi       | 68          | AGIL Volley                 |
| 4           | Simona Gioli         | 64          | Promoball Volleyball Flero  |
| 5           | Ekaterina Bogačëva   | 62          | Futura Volley Busto Arsizio |
| 6           | Lauren Gibbemeyer    | 60          | Volleyball Casalmaggiore    |
| 7           | Laura Heyrman        | 56          | LJ Volley                   |
| 8           | Rachael Adams        | 55          | Imoco Volley                |
| 9           | Cristina Chirichella | 53          | AGIL Volley                 |
| 9           | Jenny Barazza        | 53          | Imoco Volley                |

| Serveess | Serveess           | Serveess | Serveess                            |
| Pos.     | Namn               | Poäng    | Lag                                 |
| -------- | ------------------ | -------- | ----------------------------------- |
| 1        | Valentina Tirozzi  | 29       | Volleyball Casalmaggiore            |
| 2        | Indre Sorokaite    | 27       | River Volley                        |
| 3        | Marika Bianchini   | 26       | Volleyball Casalmaggiore            |
| 4        | Sara Loda          | 25       | Volley Bergamo                      |
| 5        | Samanta Fabris     | 24       | LJ Volley                           |
| 6        | Hayley Spelman     | 23       | Robur Tiboni Volley Urbino          |
| 7        | Ekaterina Bogačëva | 21       | Futura Volley Busto Arsizio         |
| 8        | Tereza Vanžurová   | 20       | Pallavolo Scandicci Savino Del Bene |
| 8        | Katarina Barun     | 20       | AGIL Volley                         |
| 10       | Alexandra Klineman | 19       | AGIL Volley                         |

| Perfekta mottagningar | Perfekta mottagningar | Perfekta mottagningar | Perfekta mottagningar               |
| Pos.                  | Namn                  | Poäng                 | Lag                                 |
| --------------------- | --------------------- | --------------------- | ----------------------------------- |
| 1                     | Giulia Leonardi       | 272                   | Futura Volley Busto Arsizio         |
| 2                     | Francesca Marcon      | 241                   | Futura Volley Busto Arsizio         |
| 3                     | Kimberly Hill         | 216                   | AGIL Volley                         |
| 4                     | Tina Lipicer          | 210                   | Pallavolo Scandicci Savino Del Bene |
| 5                     | Stefania Sansonna     | 188                   | AGIL Volley                         |
| 6                     | Maren Brinker         | 187                   | Promoball Volleyball Flero          |
| 7                     | Helena Havelková      | 185                   | Futura Volley Busto Arsizio         |
| 7                     | Beatrice Parrocchiale | 185                   | Azzurra Volley San Casciano         |
| 9                     | Alessandra Ventura    | 180                   | Volley 2002 Forlì                   |
| 10                    | Francesca Piccinini   | 175                   | LJ Volley                           |

OBS: Uppgifterna gäller enbart regular season